# Palacio 9 de Julio
El Palacio 9 de Julio (en portugués: Palácio 9 de Julho) es la sede de la Asamblea Legislativa de São Paulo. Inaugurado en 1968, el edificio está situado frente al Parque Ibirapuera en la ciudad de São Paulo, Brasil, y debe su nombre a un homenaje a la fecha en que se inició el Movimiento Constitucionalista de 1932.

## Historia
Su inauguración tuvo lugar el 25 de enero de 1968, en el 414° aniversario de la ciudad de São Paulo. Antes de eso, la Asamblea, organizada en 1835, se reunió en el Colégio dos Jesuítas, luego en el "Casarão de João Mendes" y finalmente el Palácio das Indústrias.

## Características
El proyecto fue diseñado por los arquitectos Adolpho Rubio Morales y Fábio Kok de Sá Moreira consiste en un edificio de un solo bloque con líneas de arquitectura moderna, que ocupa una superficie de 36.000 metros cuadrados en siete plantas, una de las cuales es la planta baja, con cuatro plantas por encima y dos por debajo: la monumental, y el sótano. 
La entrada principal se encuentra frente al Parque Ibirapuera, dando acceso a la planta baja. Otras tres entradas, a ambos lados, ofrecen acceso a través de rampas a diferentes plantas: la Sala Monumental, en la Planta Monumental, donde se celebran los actos y por donde entran las autoridades que visitan la Cámara; la rampa de entrada de los diputados, también en la Planta Monumental, pero frente a la calle Abílio Soares; y la rampa frente al Mando Militar del Sureste.
Donde tienen lugar los debates y las votaciones, el Pleno del Presidente Juscelino Kubitschek de Oliveira está estratégicamente situado en el centro del edificio, en la Planta Monumental. Las sesiones se celebran de lunes a viernes a las 14.30 horas. El público puede asistir desde las galerías, con acceso gratuito desde la primera planta. Desde la entrada principal basta con tomar el ascensor o subir un tramo de escaleras.